# 5번 염색체

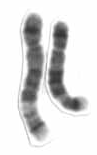
김자 염색을 한 인간의 5번 염색체

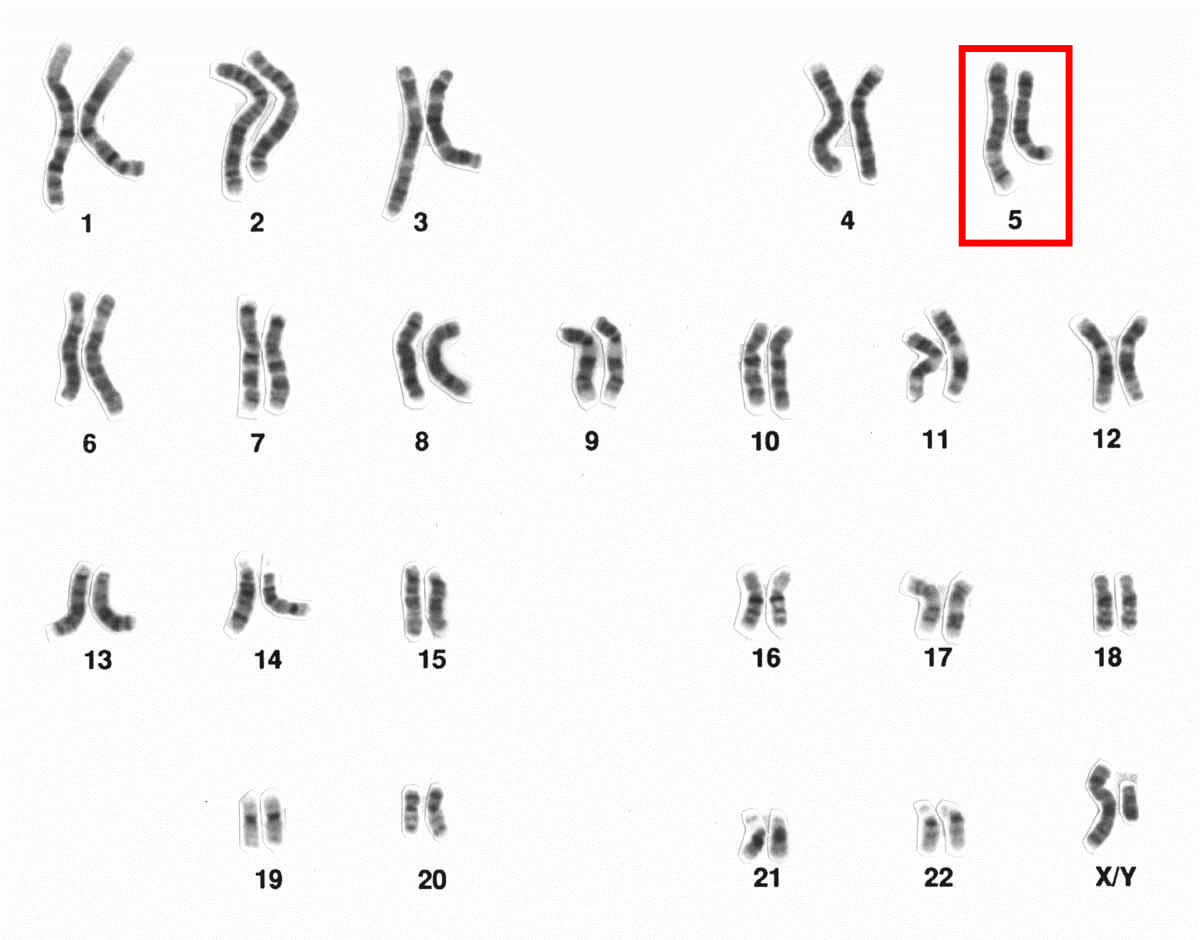
남자의 핵형에 표시된 5번 염색체

5번 염색체는 사람 염색체 중 하나이다.

## 연관 질병
5번 염색체의 단완이 부분적으로 결실되면 묘성 증후군을 갖게 되는데 이 증상을 가지게 되는 사람의 울음소리와 고양이 울음소리와 비슷하다고 하여 묘성 증후군으로 불리며 발달 지연과 정신 지체를 동반한다.

## 같이 보기
- 1번 염색체
- 2번 염색체
- 3번 염색체
- 4번 염색체